# Llandudno (Afrique du Sud)
Llandudno est un village balnéaire situé en banlieue résidentielle de la ville du Cap, sur le versant atlantique de la péninsule du Cap. Rattaché à la localité de Hout Bay, Llandudno est une banlieue très aisée et chic, appréciée des millionnaires, et ne dispose d'aucun commerce ou restaurants.
Llandudno a été baptisée d'après la station balnéaire de Llandudno situé au Pays de Galles.
Llandudno est réputée pour sa longue plage de sable blanc entourée de grands blocs de granit et dominée par les montagnes. C'est un site populaire pour la pratique du surf, la mer y étant agitée mais l'eau extrêmement froide. Llandudno est également un point d'accès pour Sandy Bay (en), une plage isolée fréquentée par les naturistes.

## Localisation

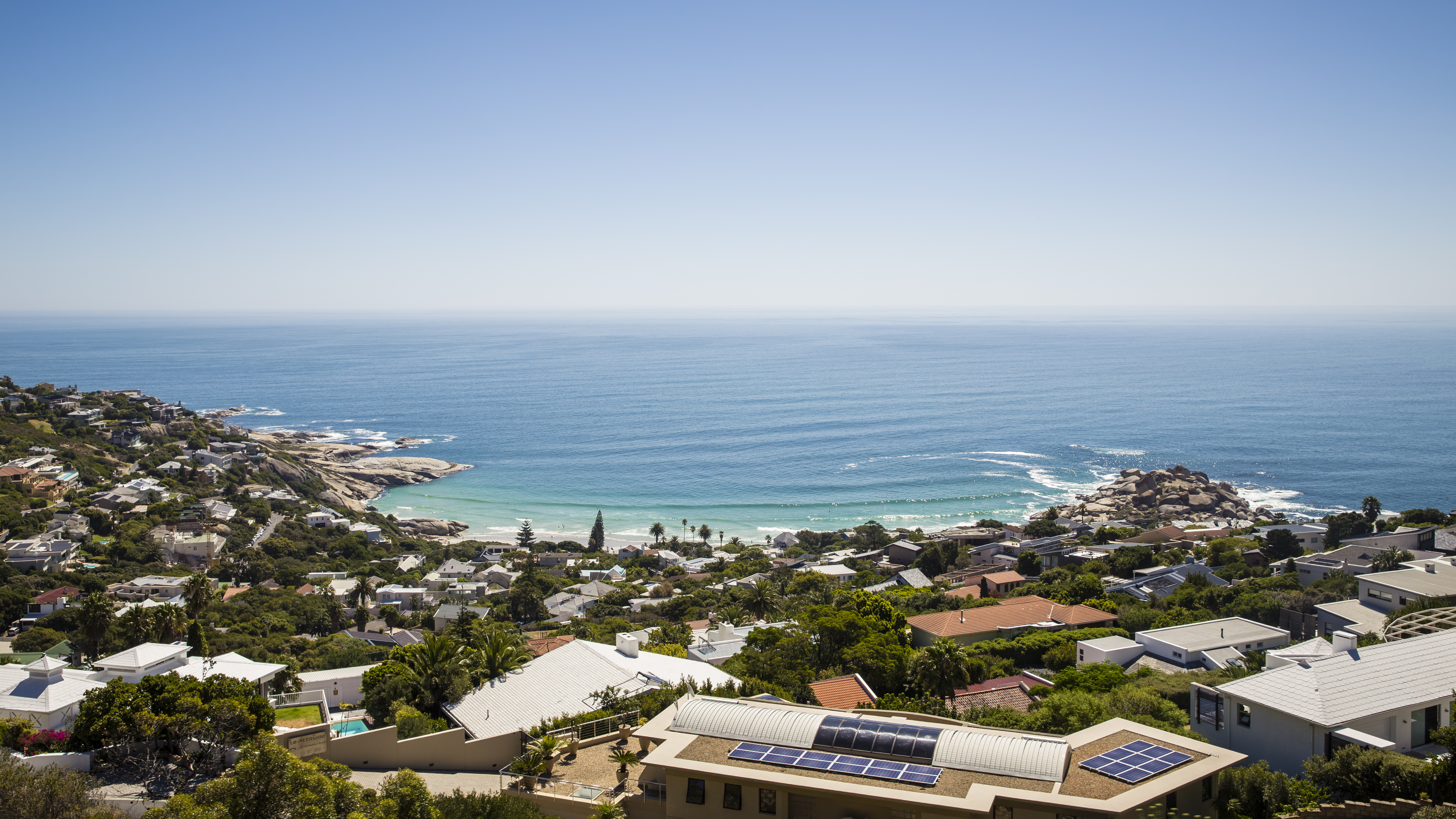
Le village de Llandudno

Situé à 18 km au sud-ouest du centre du Cap, sur l'axe reliant Camps Bay au nord et Hout Bay au sud, Llandudno est niché au bord de l'océan atlantique, à l'ouest de la péninsule du Cap. Elle est délimitée à l'est par Victoria Road et à l'ouest par l'océan.
Entre Camps Bay et Llandudno, une route de 15 km longe la montagne des douze apôtres. Le village et sa plage sont pour leur part accessibles depuis Victoria Road par une petite route en lacets.

## Démographie
Le village de Llandudno comprend 571 résidents (selon le recensement de 2011), principalement issus de la communauté blanche (86,87 %). Les Noirs représentent 10,33 % des habitants tandis que les Coloureds, population majoritaire au Cap, représentent 2,10 % des résidents.
Les habitants sont à 85,46 % de langue maternelle anglaise, à 5,95 % de langue maternelle afrikaans  et à 3,33 % de langue maternelle xhosa.

## Historique

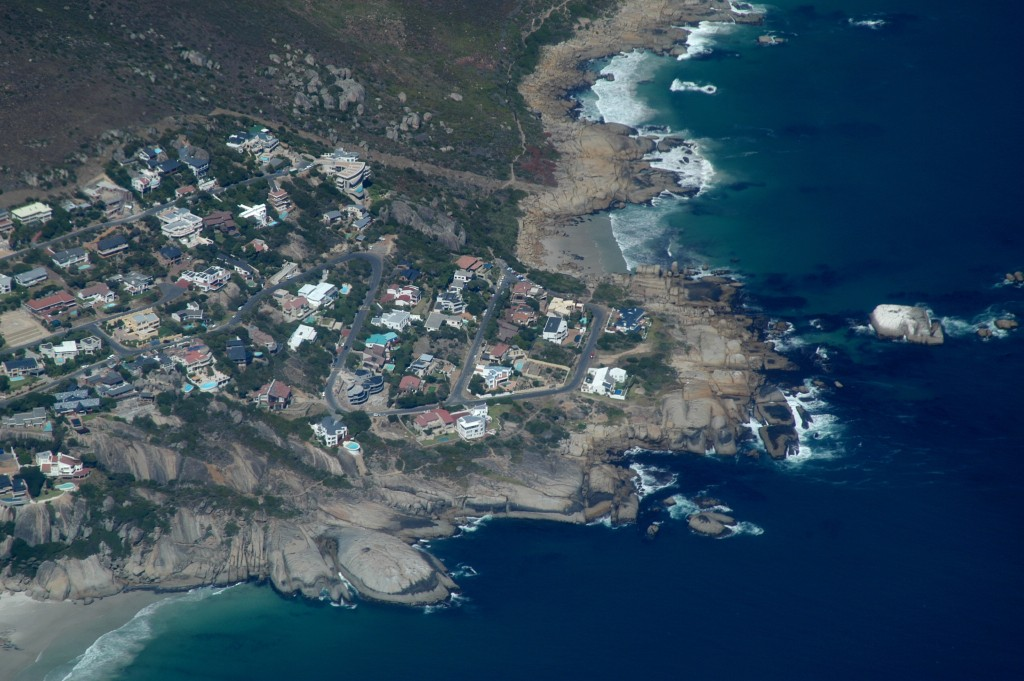
Vue du ciel

Pendant des siècles, des Khoi vécurent dans les grottes le long de la côte mais les pentes occidentales des montagnes restaient principalement sauvages et indomptées.
La première route côtière reliant Camps Bay à Hout Bay fut réalisée en 1887 pour le jubilé d'or de la reine Victoria (Victoria road).
En 1903, les charmes préservées de la baie attirent l'attention notamment ses promontoires rocheux qui rappellent à des Britanniques le village de Llandudno au pays de Galles. C'est ainsi que le lieu prend le nom de Llandudno et est rattaché à la commune de Hout Bay.
Les grottes attirent les randonneurs et les campeurs qui y découvrent des artéfacts confirmant la présence ancienne durant une longue période de personnes y vivant notamment de petit gibier.
Les premières maisons sont érigés en 1904 et 1905 mais l'approvisionnement en eau potable est encore erratique, freinant le développement du village. En 1930, Llandudno ne compte encore que deux résidents permanents. Le raccordement au réseau électrique n'est effectif qu'en 1947 et ses rues goudronnées qu'en 1952. La première école primaire, issue d'une ferme-école, ouvre en 1957.
Exclusivement résidentiel et apprécié d'une clientèle aisée recherchant la discrétion, Llandudno n'a toujours pas de réverbères ni de restaurants ni de commerces au début du XXIe siècle.

## Politique
Depuis la refondation de la municipalité du Cap en 2000, Llandudno est situé dans le 16e arrondissement du Cap (sub council 16) et dans le ward 74. Depuis 2016, le conseiller municipal de cette circonscription recouvrant l'ensemble de la localité de Hout Bay est Roberto Quintas (Alliance démocratique).